# Selca kod Starog Grada
Selca kod Starog Grada – wieś w Chorwacji, w żupanii splicko-dalmatyńskiej, w mieście Stari Grad. W 2011 roku liczyła 17 mieszkańców.